# Freddie Webster
Pour les articles homonymes, voir Webster.
Freddie Webster, né le 8 juin 1916 à Cleveland, Ohio et mort le 1er avril 1947 à Chicago, est un trompettiste de jazz américain qu'appréciait Dizzy Gillespie. Il est également connu parce que Miles Davis le cite parmi les premiers musiciens qui l'aient influencé,.

## Biographie
Freddie Webster nait et grandit dans la plus grande ville de l'Ohio. Il joue dans l'orchestre de collège et commence à se faire un nom parmi les jazzmen de la ville. Après le collège, il forme un orchestre de 14 musiciens avec lequel il sillonne l'Ohio en 1938-1939. Il persuade un ami de le rejoindre pour prendre le piano: c'est Tadd Dameron, qui dira que c'est cette collaboration qui a entamé sa carrière de musicien. 
À la fin des années 1930, il s'établit à New York, où il collabore notamment avec Benny Carter, Cab Calloway, Earl Hines, et Jimmie Lunceford. Il accompagne également la chanteuse Sarah Vaughan. Il enregistre deux versions du thème Reverse the Charges, qu'il a composé. 
Il a 30 ans quand il est emporté par une attaque cardiaque dans une chambre de l'hôtel Strode à Chicago; Miles Davis et d'autres pensent que cette mort est peut-être due à une surdose d'héroïne. Dans l'album Saxophone Colossus de Sonny Rollins figure une piste Strode Rode, dont le titre fait référence à l'hôtel où est mort Webster.